# Payo Lebar (Jelutung)
Payo Lebar is een bestuurslaag in het regentschap Jambi van de provincie Jambi, Indonesië. Payo Lebar telt 8796 inwoners (volkstelling 2010).